# Johannisbrunnen (Wingst)
Koordinaten: 53° 43′ 44,7″ N, 9° 3′ 4,8″ O
Der Johannisbrunnen, manchmal auch als Johannesbrunnen bezeichnet, ist eine ehemalige Heilquelle in der Wingst auf dem Gebiet der gleichnamigen Gemeinde im Landkreis Cuxhaven. Die Quelle wird erstmals zu Beginn des 17. Jahrhunderts erwähnt. Sie versiegte Ende des 19. Jahrhunderts und inzwischen gibt es auch keine baulichen Hinweise mehr. Der Johannisbrunnen war wie die ursprüngliche Königstanne ein historisches zu seiner Zeit bedeutsames Wahrzeichen der Wingst.

## Lage
Der ehemalige Johannisbrunnen ist heute nur noch als kesselartige Vertiefung im Waldboden als Teil eines in ostwestlicher Richtung verlaufenden ausgetrockneten Bachbettes zu erahnen. Er liegt etwa 300 m von der Kuppe des Silberbergs, der mit 74 m ü. NHN höchsten Erhebung des Elbe-Weser-Dreiecks, am südwestlichen Abhang in etwa 50 m ü. NHN. In einer Reisebeschreibung von 1894 wird noch von einer verfallenen Anlage mit Bretterresten und einem viereckigen Loch am Abhang des Silberberges berichtet.

## Geschichte
Eine erste Erwähnung des Johannisbrunnens ist in einem 1613 von dem damals in Altenbruch ansässigen Pastor Christoph Rothbart selbst verlegten Tractätlein zu finden, in dem er schrieb:

„daß bey dem Brunnen auff der Winckst im Stifft Bremen so gut als in 14 Tagen vier besessene Leut durch Gottes Hülff und gnad erlöset worden.“

1651 wird der Brunnen von dem Hauptprediger Johann Michael Dilherr an St. Sebald in Nürnberg erwähnt als „Wunderbrunnen in welchem mit Gottes Hilfe und Gnade nicht allein allerlei Kranke, sondern vom Satan Besessene sind genesen“.
Der aus dem Wingster Ortsteil Oppeln stammende Subkantor an der Domschule zu Bremen Nicolaus Bähr (* 11. Juli 1639 in Oppeln; † 2. August 1714 in Bremen) beschreibt den Johannisbrunnen in seinem Werk Gott-Geheiligte Brunnen-Andacht aus dem Jahr 1705 in folgendem Gedicht:

„Der Brunn im Herzogthum / der in der Wingst entsprungen /

Ist längst mit seinem Ruhm durch manches Land gedrungen /

  Es ist ein süßer Brunn, bey dem ein blinder Mann

  In heisser Sommer-Zeit die Bet-Stund stellet’ an.

Die Predigt / die er hatt’ im Baßbeeck eingenommen /

Die wiederholet’ er daselbst / zu seinem Frommen /

  Ohn Anstoß hielt er sie / und zwar von Wort zu Wort /

  Samt Disposition, an diesem Brunnen-Ort.

Von Holland / Engeland / da kamen Patienten /

Zu brauchen sich der Cur, des Wassers Elementen /

  Die Krüppel ihre Krück’ am Brunnen ließen stehn /

  Als sie gesund und frisch von dannen konnten gehn.“

In weiteren Belegen findet sich der Hinweis, dass der Gesundbrunnen vor allem an Johannistagen besucht wurde, da das Wasser dann besonders „kräfftig“ sei und auch einen besonders „frischen lieblichen Geschmack“ habe, aber auch, dass er im Laufe des 18. Jahrhunderts doch zunehmend weniger besucht wurde und praktisch zum Erliegen kam. Nur Anfang 1791 wird er als Gesundbrunnen nochmals durch ein Gerücht einer Heilung für kurze Zeit entdeckt, was aber im selben Frühjahr wieder einschläft. Dieses Interesse wurde zeitweilig durch Verkauf des Quellwassers auch sehr erfolgreich geschäftlich genutzt.
Nachdem der ursprüngliche Johannisbrunnen in der zweiten Hälfte des 19. Jahrhunderts versiegt war, entstand 450 m südwestlich davon eine neue Quelle. Sie diente dem etwa 100 m entfernten um 1839 erbauten ehemaligen Gasthaus Heidekrug als Wasserquelle. Um 1900 übernahm der damalige Gastwirt des Heidekrugs die Bezeichnung Johannisbrunnen für seine Quelle, wohl um sein Geschäft anzukurbeln. Auch dieser Brunnen ist inzwischen versiegt und das Brunnenhaus verfallen. Als Johannisbrunnen wird jetzt nur noch die ursprüngliche Quelle bezeichnet.

## Versiegen der Quelle
Die folgenden Informationen basieren auf der umfangreichen Dokumentation Warum ist der Johannisbrunnen in der Wingst versiegt? unter Heranziehung vieler Quellen von der Wingster Heimatpflegerin Ingelore Borchers.
Durch Vergleich mehrerer Quellen kann man davon ausgehen, dass der Johannisbrunnen zwischen 1860 und 1870 versiegt ist.
Es wurden in der Vergangenheit als Ursache für das Versiegen viele Theorien herangezogen. So galten als Ursachen für das Versiegen etwa eine Sturmflut im Jahr 1825 oder ein Seebeben in der Nordsee 1848, das aber vermutlich mit dem Atlantik-Tsunami von 1858 verwechselt wurde. Auch die Aufforstung der Wingst ab 1846 wurde als Ursache vermutet. Allerdings wurden diese Theorien alle verworfen, da sie entweder zeitlich oder ursächlich nicht plausibel waren.
Plausibel erschien dagegen, dass die verschiedenen Entwässerungsmaßnahmen in der Umgebung ursächlich für die Absenkung des Grundwasserspiegels und damit letztlich das Versiegen des Johannisbrunnens waren. In zeitlichem Zusammenhang ist vor allem der Bau des Neuhaus-Bülkauer Kanals in den Jahren 1852 bis 1853 zu nennen. Er war einer der größten Eingriffe in den Wasserhaushalt. Man erkennt auch, dass nach dem Bau des Kanals die Bäche, die vorher den Wingster Höhenzug nach Westen entwässerten, ebenfalls versiegten, da durch den abgesenkten Grundwasserspiegel das Wasser schneller versickerte.